# 川端魁人
川端 魁人（かわばた かいと、1998年8月17日 - ）は、日本の教育者、陸上競技選手である。

## 経歴
中京大学スポーツ科学部に学ぶ。在学中は中京大学陸上競技部の主将を務めた。
大学を出た後は教育者として活躍した。
2021年6月、記録によるランキングで東京五輪出場を目指すトライアルとして設定された日本グランプリシリーズ第8回木南道孝記念大会の混合1600メートルリレーに日本チームのアンカーとして出場、日本新記録を樹立した。
2021年7月2日、東京オリンピック代表内定が発表された。
2021年8月の東京オリンピックでは男子マイルリレーに出場。予選2組で第2走者を務めた。日本は組で5着、予選総合10位（3分00秒76）という成績（日本タイ記録）を残した。
2022年７月　オレゴン世界選手権では、男子4x400mリレーに出場し、19年ぶりに決勝進出
決勝は（佐藤風雅→川端魁人→ウォルシュジュリアン→中島佑気ジョセフ）に繋ぎ4位入賞
2分59秒51 日本新、アジア新を樹立
2024年　パリオリンピック　男子4x400mリレー日本代表